# Avenida Monsenhor Tabosa

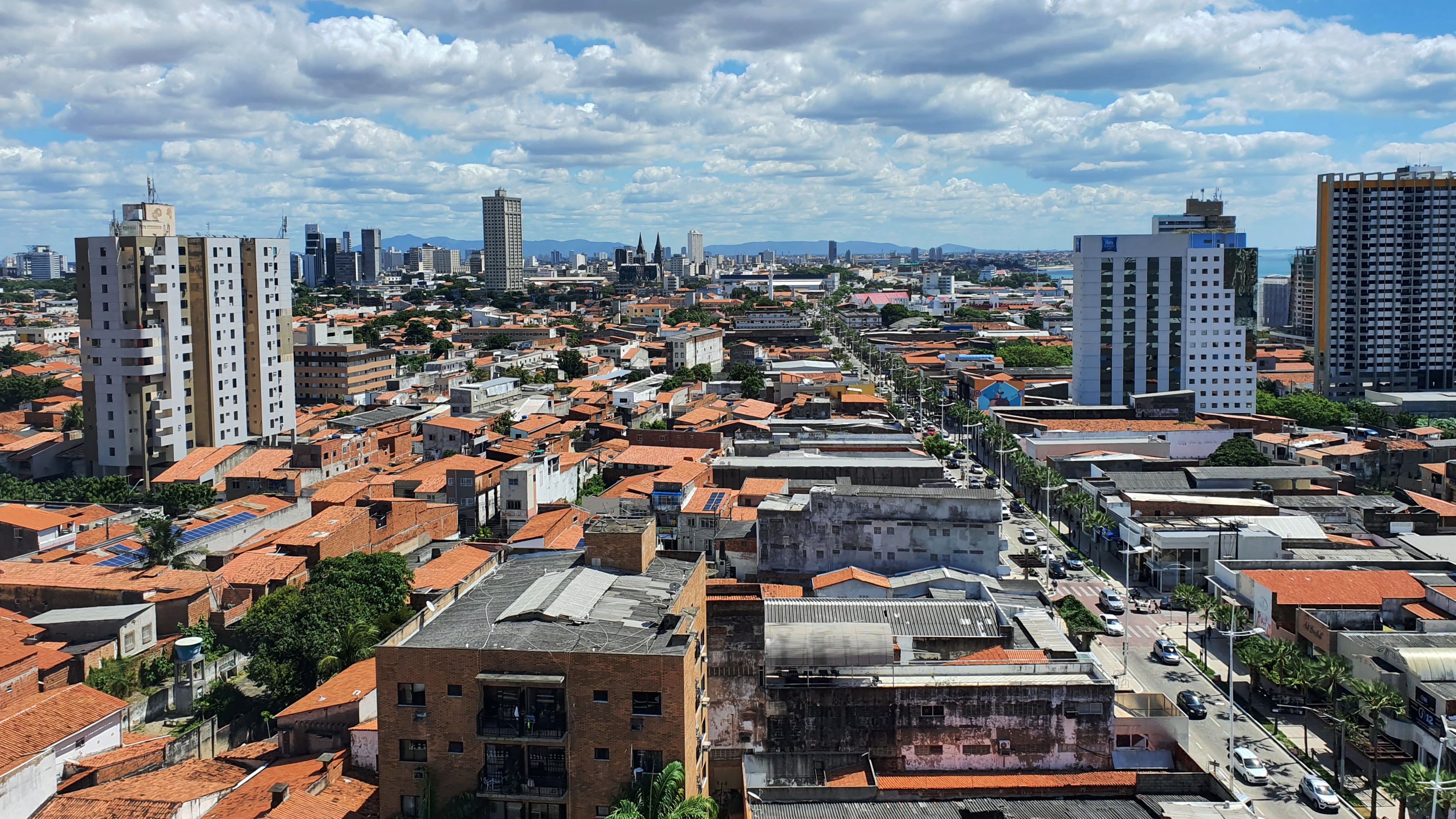
Avenida Monsenhor Tabosa é vista à direita da foto.

Avenida Monsenhor Tabosa é uma via do centro histórico de Fortaleza, Brasil. É conhecida por abrigar um dos maiores corredores turísticos da cidade, com centenas de lojas de artigos de vestuário da moda local e itens de artesanato.